# Dyshawn Pierre
Dyshawn Pierre (* 17. November 1993 in Whitby, Ontario) ist ein kanadischer Basketballspieler. Er gehört zum Aufgebot des türkischen Klubs Fenerbahçe Istanbul.

## Spielerlaufbahn
Pierre kam in Whitby in der kanadischen Provinz Ontario zur Welt und spielte in seiner Heimatstadt für die Schulauswahl des Anderson Collegiate Vocational Institutes.
2012 wechselte er in die Vereinigten Staaten an die University of Dayton. 2014 erreichte er mit der Hochschulmannschaft in den NCAA-Playoffs die Runde der letzten Acht. Zwischen 2012 und 2016 bestritt er insgesamt 126 Spiele für Dayton und erzielte dabei im Schnitt 11,3 Punkte sowie 6,7 Rebounds. Im September 2015 wurden Vorwürfe der sexuellen Nötigung gegen Pierre erhoben. Er bestritt die Vorwürfe, und die Staatsanwaltschaft stellte die Ermittlungen aufgrund unzureichender Beweise ein.
Nach dem Ende seiner College-Laufbahn spielte Pierre für den NBA-Klub Indiana Pacers in der Sommerliga in Orlando. Anfang September 2016 vermeldeten die Basketball Löwen Braunschweig aus der Basketball-Bundesliga seine Verpflichtung. Mit einem Schnitt von 7,9 Rebounds pro Spiel war er während der Saison-Hauptrunde 2016/17 der beste Bundesliga-Spieler in dieser Kategorie und erzielte zudem 14,9 Punkte je Begegnung.
Nach seinem starken Premierenjahr als Profi verließ er Deutschland gen Italien und wechselte zur Saison 2017/18 zu Dinamo Basket Sassari. 2019 errang er mit Sassari den Sieg im europäischen Vereinswettbewerb FIBA Europe Cup. Die statistisch beste Saison seiner Zeit in Sassari war das Spieljahr 2019/20, als er in der Serie A im Schnitt 13,8 Punkte je Begegnung erzielte und als treffsicherer Distanzschütze überzeugte. Im Sommer 2020 wechselte Pierre zu Fenerbahçe Istanbul in die Türkei. Er wurde mit der Mannschaft 2022 und 2024 türkischer Meister. 2025 gewann er die EuroLeague und abermals die türkischer Meisterschaft.

### Nationalmannschaft
Pierre gewann mit der kanadischen U17-Nationalmannschaft Bronze bei der WM 2010 und war während des Turniers unter anderem Mannschaftskamerad von Andrew Wiggins und Anthony Bennett. Bei der U19-WM 2011 war er mit einem Punkteschnitt von 16,9 bester Werfer der kanadischen Auswahl.